# Religionsfreiheit in Brasilien
Religionsfreiheit in Brasilien wird durch die Verfassung garantiert. Von unabhängigen Beobachtern wird die Lage der Religions- und Weltanschauungsfreiheit als vergleichsweise gut bewertet. Gesellschaftliche Spannungen wirken sich jedoch auch auf die Religions- und Weltanschauungsfreiheit aus. Insbesondere Anhänger afro-brasilianischer Religionsgemeinschaften sind zuletzt vermehrt zum Ziel von Übergriffen geworden. Gefährdet ist die Religionsfreiheit darüber hinaus durch, dass die extreme Rechte im Land versucht, Religionsfreiheit fundamentalistisch umzudeuten.

## Normierung

### Verfassungsrechtlicher Rahmen
Die brasilianische Verfassung enthält Bestimmungen, die im Wesentlichen den in Artikel 18 der Allgemeinen Erklärung der Menschenrechte aufgeführten Definition der Religions- und Weltanschauungsfreiheit entspricht.

Art. 5 VI der brasilianischen Verfassung stellt fest:
„Die Gewissens- und Glaubensfreiheit ist unverletzlich, die freie Religionsausübung wird garantiert, und der Schutz der Orte der Religionsausübung und religiösen Zeremonien und Riten wird im Einklang mit den Gesetzen gewährleistet“
Darüber hinaus wird in Art. 5 VIII festgeschrieben:
„Niemand darf aufgrund seines religiösen Glaubens oder seiner weltanschaulichen oder politischen Überzeugung seiner Rechte beraubt werden, es sei denn, er beruft sich auf einen solchen Glauben oder eine solche Überzeugung, um sich von einer ihm auferlegten gesetzlichen Verpflichtung zu befreien, und weigert sich, einer gesetzlich festgelegten Alternativbestimmung nachzukommen“

### Völkerrechtlicher Rahmen
Auf internationaler Ebene hat sich Brasilien den zentralen Abkommen zum Menschenrechtsschutz angeschlossen, die auch Bestimmungen zur Religions- und Weltanschauungsfreiheit enthalten. Insbesondere hat Brasilien 1992 auch den Internationalen Pakt über bürgerliche und politische Rechte unterzeichnet. Darüber hinaus nimmt das Land an den wichtigen interamerikanischen Menschenrechtsinstrumenten teil. Insbesondere hat Brasilien die Amerikanische Menschenrechtskonvention ratifiziert.